# Jati (Pulo Gadung)
Jati is een plaats (wijk) - (kelurahan) in het bestuurlijke gebied Pulo Gadung, Jakarta Timur (Oost-Jakarta) in de provincie Jakarta, Indonesië.  De plaats telt 34.650 inwoners (volkstelling 2010).
]